# زكرياء الدراوي
 زكرياء الدراوي (مواليد 1994، الجزائر) هو لاعب كرة قدم جزائري يشغل مركز وسط المدافع بنادي مولودية الجزائر.

## مسيرته الكروية
في 27 سبتمبر 2014، شارك الدراوي لأول مرة مع نادي شباب بلوزداد في مباراة بالدوري ضد مولودية العلمة.
وفي مايو 2018، انضم الدراوي إلى وفاق سطيف. وفي أغسطس 2020، عاد إلى نادي شباب بلوزداد.
في يوليو 2023، انضم دراوي إلى نادي الوداد الرياضي قادما من نادي شباب بلوزداد بموجب عقد يمتد إلى ثلاثة مواسم.
في 8 يوليو 2024، إنضم الاعب زكرياء دراوي إلى عميد الأندية الجزائرية نادي مولودية الجزائر في صفقة إنتقال حر بموجب عقد يمتد لثلاث سنوات.

## الإنجازات
الوداد الرياضي
- الدوري الإفريقي لكرة القدم الوصيف: 2023[6]

 شباب بلوزداد
- البطولة الوطنية الجزائرية : 2020–21، 2021–22، 2022–23
- كأس الجزائر : 2016–17

### مع المنتخب
- كأس العرب : 2021[7]
- بطولة أمم أفريقيا للمحليين الوصيف: 2022[8]

## روابط خارجية
- زكرياء الدراوي على موقع الاتحاد الدولي (مؤرشف)  (الإنجليزية)
- زكرياء الدراوي على موقع قاعدة بيانات كرة القدم.إي يو (الإنجليزية)
- زكرياء الدراوي على موقع Soccerway.com (الإنجليزية)
- زكرياء الدراوي على موقع اللجنة الأولمبية الدولية (الإنجليزية)
- زكرياء الدراوي على موقع أوليمبيديا (الإنجليزية)